# Монревель, Ги де Лабом
Ги де Лабом (фр. Guy de la Baume; ум. 1516), граф де Монревель — бургундский придворный и государственный деятель.

## Биография
Четвертый сын Пьера де Лабома, сеньора дю Мон-Сен-Сорлен, и Аликс де Люрьё, внук маршала Франции Жана де Лабома.
Сеньор де Ла-Рош-дю-Ванель, д'Атталан в Швейцарии, затем 4-й граф де Монревель, после смерти своего кузена Жана III де Лабома.
Был в числе двухсот дворян и дворцовых распорядителей, в 1455 году присягнувших от имени герцога Савойского договору о союзе, заключенному этим принцем с королем Карлом VII в 1452 году.
В 1464 году сопровождал Филиппа Савойского, графа де Боже, сеньора Бресса, в поездке во Францию.
Карл VIII в 1487 году положил ему 300 ливров пенсиона, и еще половину от этой суммы добавили в 1498 году.
В 1490 году унаследовал владения своего бездетного старшего брата Гийома.
В 1501 году сопровождал Филиппа Красивого при вступлении в Доль. После смерти Филиберта Доброго уехал из Савойи в свите его вдовы Маргариты Австрийской. Участвовал в подписании договора между Маргаритой и савойскими послами в 1505 году, урегулировавшим вопрос о вдовьей доле.
Пользовался большим влиянием при дворе эрцгерцогини, был назначен (вместе с князем де Шиме, графом фон Нассау, сеньорами де Шьевром, де Бергом и Лораном де Горрево) одним из ее душеприказчиков по завещанию, составленному 20 февраля 1507.
20 июля 1512 от имени правительницы принял у Гийома IV де Вержи, маршала Бургундии, оммаж за собственность, которой тот владел на Саленских солеварнях.
29 ноября 1504 урегулировал конфликт со своим старшим сыном, претендовавшим на земли и титул графа Монревеля. Было решено разделить владения поровну, а титул оставался у Ги.
6 ноября 1516 на капитуле в Брюсселе был избран в число рыцарей ордена Золотого руна. Умер в том же году.

## Семья
Жена: Жанна де Лонгви, дочь Жана де Лонгви, сеньора де Ран, и Жанны де Вьен, дамы де Пеньи
Дети:
- Марк де Лабом, граф де Монревель (ум. после 1527). Жена 1): Бонна де Лабом, дочь Жана III де Лабома, графа де Монревеля, и Бонны де Нёшатель; 2) (1508): Анна де Шатовилен, дочь Жана VI де Шатовилена и Мари д'Эстутвиль
- Пьер де Лабом (ум. 4.05.1544), кардинал и архиепископ Безансона
- Клод де Лабом (ум. 1541), барон дю Мон-Сен-Сорлен. Жена 1) (1502): Клодин де Тулонжон, дочь Марка де Тулонжона, сеньора де Вельпон, и Аньес де Бофремон; 2) (1532): Гийеметта д'Иньи, дочь Клериадюса д'Иньи и Клер де Клермон
- Луиза де Лабом. Муж (2.10.1472): Клод де Савуази, сеньор де Сеньеле
- Жанна де Лабом. Муж: Симон де Ри, сеньор де Ри, Балансон и Дисе (ум. 1517)